# Monumento a Jan Kochanowski (Lublino)
Il monumento a Jan Kochanowski (Pomnik Jana Kochanowskiego) è un monumento dedicato allo scrittore polacco Jan Kochanowski. È situato a Lublino, presso il viale Gabriel Narutowicz, vicino alla Chiesa di Nostra Signora della Vittoria.

## Storia
Nel 1929, in occasione dell'imminente quattrocentesimo anniversario dalla nascita di Jan Kochanowski, la Società della Biblioteca Pubblica Łopaciński e la Società degli Amici delle Scienze lublinese decisero di raccogliere dei fondi per finanziare la costruzione di monumento dedicato al poeta. Il 27 settembre 1931, un anno dopo l'anniversario, il monumento fu inaugurato dal primo ministro Janusz Jędrzejewicz nella Piazza del Mercato, di fronte all'edificio del tribunale. Il monumento, semplice nella forma ed economico, venne progettato dal professor Franciszek Strynkiewicz e la lavorazione della pietra si deve alla società "Jarosław Nowak". Nel 1941, durante l'occupazione nazista, il monumento rischiò di essere distrutto, ma venne smantellato e nascosto da Henryk Zamorowski e Jan Lis, che lo salvarono dalla distruzione. Nel 1951 venne collocato nella sede attuale, la Piazza Jan Kochanowski.

## Descrizione
Il monumento è un obelisco color grigio chiaro che poggia su un basamento rettangolare ed è alto 4,5 metri. Su di esso è presente una raffigurazione di Jan Kochanowski, il quale morì a Lublino nel 1584, visto di profilo. Sono inoltre presenti la sua data di nascita, quella della morte e la firma dell'autore.